# 348
Cette page concerne l'année 348  du calendrier julien. Pour l'année 348 av. J.-C., voir 348 av. J.-C. Pour le nombre 348, voir 348 (nombre).
L'année 348 est une année bissextile qui commence un vendredi.

## Événements
- 17 juin : Constant est à Milan[1].
- Août : tremblement de terre à Athènes[2].

- En Inde, victoire de Samudra Gupta sur le roi Vakataka Rudrasena[3].

## Naissances en 348
- Prudence, poète lyrique latin.

## Décès en 348
- saint Pakôme, moine égyptien[2]
- Fotucheng, moine bouddhiste chinois.